# Stephanie Wagner (Basketballspielerin)
Stephanie Wagner (geboren am 8. Juli 1990 in Karlsruhe) ist eine deutsche Basketballspielerin. Sie ist mit ihrer Körpergröße von 1,82 m flexibel einsetzbar und spielt daher auf den Positionen des Small Forwards, Shooting Guards und Power Forwards.

## Leben
Stephanie Wagner wurde am 8. Juli 1990 geboren (an dem Tag, an dem auch Deutschland Fußballweltmeister wurde). Stephanie, von den meisten nur Steffi genannt, wuchs in Langen (Hessen) auf. Sie stammt aus einer sportbegeisterten Familie. Ihre Mutter spielte Volleyball und machte Jazzdance, ihr Vater spielte Fußball und Tischtennis und ihr Bruder, Michael Wagner, spielt aktuell für den TV Büttelborn Handball.
Wagner selbst kam erst relativ spät zum Basketball und war zuvor in der Leichtathletik aktiv. Bis heute legt sie ohne Unterbrechung jedes Jahr erfolgreich das Sportabzeichen ab.
Neben dem Sport studiert sie im Bereich Wirtschaftsingenieurwesen. Sie erwarb den Bachelor 2016 erfolgreich an der TU Darmstadt und startete anschließend ihren Masterstudiengang am KIT in Karlsruhe.

## Basketball-Karriere
Stephanie Wagner wurde bei einer Schul-AG in der 5. Klasse gesichtet und startete ihre Basketball-Karriere beim TV Langen. Mit der Schulmannschaft der Dreieichschule nahm sie regelmäßig an Landes- und Bundesentscheiden teil und wurde mehrfach Bundessiegerin beim Finale in Berlin.
Mit ihrem Heimatverein wurde sie 2007 Deutsche Meisterin der Altersklasse u18. In der Saison 2009/10 sammelte sie mit dem Kooperationsverein, den Rhein-Main Baskets, ihre ersten Erfahrungen in der 1. Bundesliga. Größter Erfolg mit diesem Team war der Finaleinzug im Jahr 2013.
Stephanie wechselte 2013 zum TSV Wasserburg. Dort spielte sie von 2013 bis 2016 und gewann in allen drei Jahren das Double (Meisterschaft und Pokal). Die Saison 2016/17 spielte sie dann bei den Rutronik Stars Keltern. Mit diesen beiden Teams sammelte Stephanie außerdem internationale Erfahrung im Eurocup.
Im Sommer 2017 wechselte sie zum BC Pharmaserv Marburg und war dort bis 2022 in der 1. Basketball-Bundesliga als auch im CEWL-Pokal aktiv.

## Nationalmannschaft
Neben ihrer nationalen Karriere war Stephanie auch schon früh international aktiv. Sie nahm an 4 Jugend-Europameisterschaften teil und stand 2011 erstmals im Team der Damen-Nationalmannschaft. Ihr erstes Spiel im Nationaltrikot absolvierte sie am 13. Mai 2011 und nahm direkt im gleichen Sommer an der Europameisterschaft in Polen teil, dem größten Erfolg einer Damen-Nationalmannschaft seitdem. Wagner gehört bis heute dem Kader der A-Nationalmannschaft an und hat insgesamt 91 Länderspiele (Stand 2019) absolviert.

## Größte Erfolge
2007 Deutsche Meisterin mit der U18 des TV Langen
2011 Teilnahme an der Europameisterschaft mit der Damennationalmannschaft
2014/15/16 3× Double-Gewinnerin mit dem TSV Wasserburg